# Hymenophyllopsis incognita
Hymenophyllopsis incognita là một loài dương xỉ trong họ Cyatheaceae. Loài này được Lellinger mô tả khoa học đầu tiên năm 1984.